# Opowieść wigilijna muppetów
Opowieść wigilijna muppetów (ang. The Muppet Christmas Carol, 1992) – amerykański film familijny, czwarty z serii o muppetach.

## Obsada
- Michael Caine jako Ebenezer Scrooge
- Anthony Hamblin jako chłopiec
- Donald Austen jako Duch Teraźniejszych Świąt i Tych, Które Nadejdą
- William Todd Jones jako Duch Minionych Świąt
- Steven Mackintosh jako Fred
- Meredith Braun jako Belle

### Oryginalny dubbing
- Dave Goelz jako Wspaniały Gonzo, Waldorf, Dr Bunsen Honeydew, Betina Crachit
- Steve Whitmire jako Szczur Rizzo, Żaba Kermit, Beaker, Bean Bunny, Belinda Crachit, Sprocket
- Jerry Nelson jako Żaba Robin, Statler, Niedźwiedź Ma, Lew Zealand, Pops, Duch Gwiazdkowego Prezentu
- Frank Oz jako Miss Piggy, Niedźwiedź Fozzie, Orzeł Sam, Dozorca George, Zwierzę
- David Shaw Parker jako Stary Joe
- David Rudman jako Szwedzki Szef, Peter Crachit
- Louise Gold jako pani Dilbert
- Karen Prell/Jessica Fox jako Duch Minionych Świąt